# Kiss an Angel Good Mornin'
"Kiss an Angel Good Mornin'" är en sång skriven av Ben Peters, och inspelad av Charley Pride. Den släpptes 1971 som första singel ut från albumet Charley Pride Sings Heart Songs, och blev hans åttonde låt att toppa en countrylista. Den blev också hans första etta på poplistorna, där den som högst låg på 21:a plats.. Den hamnade också bland de tio högst placerade på Adult Contemporary-listan.

## Handling
En man och en kvinna är förälskade, och alla undrar varför han är så lycklig. Han säger att han får "kyssa en ängel god morgon'", och syftar på  henne.

## Andra inspelningar
Alan Jackson spelade 1999 in sången på albumet Under the Influence.

## Listplaceringar
| Lista (1971)                                 | Topplacering |
| -------------------------------------------- | ------------ |
| Kanada, RPM Country Tracks                   | 1            |
| Kanada, RPM Top Singles                      | 31           |
| Kanada, RPM Adult Contemporary Tracks        | 2            |
| USA, Billboard Hot Country Singles           | 1            |
| USA, Billboard Hot 100                       | 21           |
| USA, Billboard Hot Adult Contemporary Tracks | 7            |

### Fotnoter
1. ↑  Whitburn, Joel (2004). The Billboard Book of Top 40 Country Hits: 1944-2006, Second edition. Record Research. sid. 276
2. ↑  Whitburn, Joel (2004). The Billboard Book of Top 40 Hits: Eighth Edition. Record Research. sid. 506
3. ↑  Randall, Alice; Carter Little, Courtney Little (2006). My Country Roots: The Ultimate MP3 Guide to America's Original Outsider Music. Thomas Nelson, Inc. sid. 92. ISBN 1-59555-860-8